# Muralla Roja
 (août 2024).
La mise en forme du texte ne suit pas les recommandations de Wikipédia : il faut le « wikifier ».
Les points d'amélioration suivants sont les cas les plus fréquents. Le détail des points à revoir est peut-être précisé sur la page de discussion.
- Les titres sont pré-formatés par le logiciel. Ils ne sont ni en capitales, ni en gras.
- Le texte ne doit pas être écrit en capitales (les noms de famille non plus), ni en gras, ni en italique, ni en « petit »…
- Le gras n'est utilisé que pour surligner le titre de l'article dans l'introduction, une seule fois.
- L'italique est rarement utilisé : mots en langue étrangère, titres d'œuvres, noms de bateaux, etc.
- Les citations ne sont pas en italique mais en corps de texte normal. Elles sont entourées par des guillemets français : « et ».
- Les listes à puces sont à éviter, des paragraphes rédigés étant largement préférés. Les tableaux sont à réserver à la présentation de données structurées (résultats, etc.).
- Les appels de note de bas de page (petits chiffres en exposant, introduits par l'outil «  Source ») sont à placer entre la fin de phrase et le point final[comme ça].
- Les liens internes (vers d'autres articles de Wikipédia) sont à choisir avec parcimonie. Créez des liens vers des articles approfondissant le sujet. Les termes génériques sans rapport avec le sujet sont à éviter, ainsi que les répétitions de liens vers un même terme.
- Les liens externes sont à placer uniquement dans une section « Liens externes », à la fin de l'article. Ces liens sont à choisir avec parcimonie suivant les règles définies. Si un lien sert de source à l'article, son insertion dans le texte est à faire par les notes de bas de page.
- La présentation des références doit suivre les conventions bibliographiques. Il est recommandé d'utiliser les modèles {{Ouvrage}}, {{Chapitre}}, {{Article}}, {{Lien web}} et/ou {{Bibliographie}}. Le mode d'édition visuel peut mettre en forme automatiquement les références.
- Insérer une infobox (cadre d'informations à droite) n'est pas obligatoire pour parachever la mise en page.

Pour une aide détaillée, merci de consulter Aide:Wikification.
Si vous pensez que ces points ont été résolus, vous pouvez retirer ce bandeau et améliorer la mise en forme d'un autre article.
La Muralla Roja (litt. la muraille rouge) est un complexe d'appartements postmodernes situé à Calpe, en Espagne. Il est conçu par l'architecte espagnol Ricardo Bofill pour le client Palomar SA en 1968 et entièrement terminé en 1973. Ce bâtiment a été considéré comme faisant partie des « 10 œuvres les plus emblématiques de Ricardo Bofill ».
Lors de la conception du bâtiment, Bofill a fait référence à l'architecture des Kasbah nord-africaines et aux styles architecturaux arabes méditerranéens. Il réinterprète les Kasbah de manière avant-gardiste tout en intégrant les éléments traditionnels comme les "places" (cours intérieures), les escaliers et les ponts qui relient tous les appartements entre eux.
En tant que résidence, le bâtiment abritait initialement plusieurs commodités telles que deux magasins commerciaux, un sauna et un restaurant, le tout au premier niveau. Sur les toits terrasses, il y a solariums de tailles diverses ainsi qu'une piscine, en forme de croix, réservée exclusivement à l'usage de ses résidents.
La Muralla Roja est un complexe résidentiel comprenant cinquante logements. Il propose trois types d’appartements : des studios d’environ 60 mètres carrés, des appartements de deux chambres d’environ 80 mètres carrés et des appartements de trois chambres d’environ 120 mètres carrés.

## Conception
Le squelette du bâtiment résidentiel est inspiré de la figure géométrique de la croix grecque, avec des bras d'environ 5 mètres. On retrouve exactement 13 de ces croix intégrées dans la conception. Les intérieurs des appartements sont pensés pour avoir des cuisines et des salles de bains aux intersections des structures transversales.
Les cours/patios intérieurs et extérieurs un peu partout dans le complexe fonctionnent comme des connexions entre les différents appartements. C'est une technique qui permet aussi de laisser entrer la lumière naturelle dans chaque logement.

### Couleurs
L'utilisation de la couleur à l'extérieur des bâtiments donne une illusion d'espace et de volume. Les murs sont peints avec différentes teintes de rouge, rose, bleu et violet. Le bleu est utilisé dans les cours centrales. Le rose, quant à lui, est plutôt utilisé dans les cours secondaires. Tout le reste (les escaliers, les ponts et les murs de soutènement) est peint en violet.
L'utilisation des tons rouges et roses de La Muralla Roja permettent de contraster ou de mettre l'accent sur le paysage, avec les couleurs terreuses du rouge et du rose. De la même façon, les tons bleus sont utilisés pour s'harmoniser avec le ciel et/ou l’eau de la mer. En effet, le bâtiment donne à la fois sur la mer et sur les collines de Calpe.
Cette considération de l'environnement est un attribut commun du travail de Ricardo Bofill et est particulièrement présente dans d'autres de ses projets architecturaux, tels que le Club Social de Manzanera et le bâtiment Xanadu.

### Matériaux
Chaque partie du bâtiment est construit à travers une charpente modulaire, essentiellement en ciment.

## Attraction touristique
La Muralla Roja est classée comme une attraction touristique de la Costa Blanca en Espagne. Certains appartements sont disponibles à la location. Cependant, la Muralla Roja reste un complexe d'appartements résidentiel. Il n’est d'ailleurs pas possible d’entrer à l’intérieur car c’est un espace privé.

## Dans les médias
Le clip de la chanson Do It Right de Martin Solveig a été filmé dans le bâtiment et ses environs.
L'introduction de l'émission de télévision allemande Wer stiehlt mir die Show? (traduction : Qui me vole la vedette ?), animé par Joko Winterscheidt, a été tournée à La Muralla Roja.
La scénographie de la série coréenne Netflix, Squid Game, s'inspire de l'architecture du bâtiment.

## Voir également
- Walden 7
- Les Espaces d'Abraxas
- Ricardo Bofill Taller de Arquitectura
- Quartier Antigone
- Arcades du lac